# Joan Quintana (organista)
Joan Quintana (Manresa, Corregiment de Manresa, 1 de setembre de 1775 - 14 de desembre de 1860) fou un compositor i organista català. Estudià amb els mestres Patzi i Pons fins a l'edat de setze anys en què entrà de segon mestre en la catedral de València. Havent restat greument ferit a causa d'esser atropellat per un carro que li passà per sobre el cos, feu vot que si es guaria es faria carmelita. I així fou, i fins que morí, als vuitanta-sis anys, feu una vida exemplar. Va compondre molta música religiosa i tingué deixebles molts d'ells dels millors músics, principalment organistes, catalans del segle xix.